# پامپیتا
پامپیتا (انگلیسی: Ana Carolina Ardohaín Dos Santos؛ زادهٔ ۱۷ ژانویهٔ ۱۹۷۸) هنرپیشه، و مدل اهل آرژانتین است.
او بیشتر با نام پامپیتا  شناخته می‌شود.